# Lineus boutani
Lineus boutani är en djurart som tillhör fylumet slemmaskar, och som först beskrevs av Louis Joubin 1893.  Lineus boutani ingår i släktet Lineus och familjen Lineidae. Inga underarter finns listade i Catalogue of Life.